# Durval de Noronha Goyos Júnior
Durval de Noronha Goyos Júnior (São José do Rio Preto, 8 de junho de 1951) é um advogado especialista em Direito Internacional.

## Biografia
Formado pela Faculdade de Direito da Pontifícia Universidade Católica de São Paulo (1974), com curso de pós-graduação em Direito Constitucional pela Hastings College of Law (Universidade da Califórnia), em São Francisco, nos EUA, em Direito Comercial na Pontifícia Universidade Católica de São Paulo e em Língua e Civilização Italiana na Universidade Estadual Paulista (UNESP). Revalidou seu diploma em Direito na Universidade de Lisboa, em Portugal (1989).
É sócio sênior, fundador e presidente do Comitê Executivo de Noronha Advogados, com sede na cidade de São Paulo (SP) e outros escritórios próprios em Rio de Janeiro (RJ), Lisboa (Portugal), Miami (EUA), Buenos Aires (Argentina), Londres (Reino Unido),  e Beijing (República Popular da China), . 
É membro da Ordem dos Advogados do Brasil, da Law Society of England and Wales na Inglaterra e Gales (Solicitor), da Ordem dos Advogados Portugueses em Portugal e da American Bar Association nos Estados Unidos da América; Florida Bar – FLC (1998) e California Bar – FLC (2002).
É árbitro da Comissão Internacional de Arbitragem Comercial da China (CIETAC) e da South China International Arbitration Commision. Foi árbitro da Organização Mundial do Comércio (OMC), tendo sido anteriormente árbitro do Acordo Geral sobre Tarifas e Comércio (GATT). Foi representante ad-hoc do governo brasileiro para a Rodada do Uruguai do GATT, nos anos de 1992 e 1993, e presidente da Comissão para o GATT da Ordem dos Advogados do Brasil. Membro da BCI&BIMC.  

## Pioneiro e empreendedor
Durval de Noronha Goyos Júnior promoveu a abertura de um dos primeiros escritórios estrangeiros nos Estados Unidos, em Miami (1982), brasileiro no Reino Unido, em Londres (1988) e em Portugal, Lisboa (1989).
O espírito empreendedor repetiu-se no ano de 2001, quando foi o responsável pela abertura do primeiro escritório jurídico de origem latina a receber permissão do governo chinês para se estabelecer naquele território, na cidade de Xangai. Em 2001 também foi aberto o escritório de Los Angeles (EUA).
Teve escritórios abertos nas localidades de Belo Horizonte (MG), Brasília (DF), Curitiba (PR), Campo Grande (MS), Recife (PE), Manaus (AM) e Porto Alegre (POA) no território brasileiro. No estrangeiro, teve parcerias/sedes em Johannesburgo (África do Sul), Xangai (China) e Nova Delhi (Índia). 

## Advogado e escritor
Noronha é advogado e escritor. Autor de 72 livros e mais de 800 artigos sobre comércio, finanças e Direito Internacional, publicados em diferentes línguas e alguns de seus textos são adotados em escolas e universidades de diferentes países.
É autor, entre outros livros, de Arbitration on the World Trade Organization" e do "Tratado de Defesa Comercial: Antidumping, Defesas Compensatórias e Salvaguardas" e "China Pós OMC: Direito e Comércio"; “Gatt, Mercosul e Nafta”; “OMC e os Tratados da rodada Uruguai” e "O Novo Direito Internacional Público".
Noronha ainda se destaca por seu trabalho lingüístico, como o "Dicionário Jurídico Noronha Português-Inglês/Inglês-Português", atualmente na 6ª edição, o "Dicionário de Anglicismos" e o "Dicionário Empresarial Português-Mandarin PinYin", primeiro do gênero no Brasil e com mais de 3.500 verbetes em português, inglês e mandarim PinYin.
É autor dos livros de história: “A campanha da Força Expedicionária Brasileira pela libertação da Itália”, publicada em português, inglês e italiano; “Introdução à Revolução Cultural na República Popular da China”, publicada em português, inglês e mandarim; “O Advogado nas Relações Exteriores do Brasil”, “Os monges guerreiros de Goyos e a Ordem do Hospital em Portugal”, "A Constituição de Cuba de 2019", "O Escudeiro de São Jorge – Flávio La Selva e a Gaviões da Fiel", "As guerras do ópio na China e os Tratados desiguais" e "O Mundo Segundo Noronha".
Usa o heterônimo literário António Paixão no qual publicou/participou os livros: "Antologia UBE: Contos de Amor e Dor"; "Antologia Poética: Primeiras Ideias" ; "Shanghai Lilly", "História da Literatura Erótica e meus contos malditos" e "Annus Horribilis – 2020".
Seus livros estão nos acervos de mais de 400  bibliotecas acadêmicas espalhadas em todo o mundo segundo o World Catalog. 
Também desempenha o trabalho de correspondente no Brasil das publicações britânicas International Trade Law and Regulation, de Oxford, da World Market Research Centre, de Londres (Inglaterra) e da Trade Practice Law Journal, de Sydney (Austrália). 
É Presidente da União Brasileira de Escritores(UBE) ), membro da Academia de Letras e Artes de Portugal; Conselheiro da Fundação Padre Anchieta, TV Cultura; e do Reino da Garotada de Poá. 

## Advogado e professor
Noronha é presidente do Conselho de Amigos do Instituto Confúcio na (UNESP). É membro do Conselho Consultivo da Escola Sérgio Vieira de Mello - EPAZ. Foi coordenador e professor dos programas de pós-graduação de Direito Internacional e Direito do Comércio Internacional da Escola Paulista de Direito, em São Paulo (2007-2009). Proferiu cerca de 510 palestras em 20 países diversos.
Foi professor de Direito do Comércio Internacional no curso de pós-graduação da Universidade Cândido Mendes, no Rio de Janeiro. Consultor do Centro Norte-Sul da Universidade de Miami, nos EUA, para questões da Área de Livre Comércio das Américas (ALCA). Também foi professor visitante, pesquisador ou conferencista dos programas de pós-graduação da Universidade da África do Sul (UNISA), do Instituto de Estudos Legais Avançados da Universidade de Londres e do Centro de Estudos Legais Internacionais de Viena.
Foi conferencista, dentre outros, dos programas de pós-graduação da Universidade da Califórnia do Sul e Duke University (EUA), Universidade Wits, Universidade da África do Sul e Universidade da Cidade do Cabo (África do Sul), Instituto de Comércio Internacional, Jawaharlal Nehru University e International Management Institute (Índia), Faculdade de Direito do Instituto do Comércio Internacional e Universidade Fudan (Xanghai, República Popular da China), Universidade Tsinghua e Universidade Central (Beijing, China), Universidade de Lisboa e Universidade Autônoma de Lisboa (Portugal), Universidad Nacional de Tres de Febrero (Argentina) além de UFMG, UFRS, UNESP, FGVRJ, PUC-SP e Escola de Guerra Naval (Brasil).

## Atuação profissional como advogado
Direito societário; contratos; títulos e valores mobiliários; bancos; finanças e investimentos; direito tributário; relações econômicas internacionais; direito do comércio internacional; direito de crimes financeiros; direito público internacional e conflito de leis; arbitragem internacional e contencioso multidisciplinar complexo, doméstico e internacional; complexas negociações e mediações na área societária e de comércio.

## Condecorações / Prêmios / Distinções
Condecorações
Ordem do Mérito Judicial Militar – STM – Brasil.
Medalha da Vitória, Ministério da Defesa, Brasil.
Medalha do Mérito Cívico Afro-brasileiro.
Grande Colar da Ordem dos Cavaleiros da Inconfidência Mineira, Estado de Minas Gerais, Brasil. 
Cavaleiro da Real Ordem da Imaculada Conceição de Vila Viçosa, Portugal.
Medalha 19 de Julho, Câmara Municipal de São José do Rio Preto, São Paulo, Brasil.
Medalha Mário de Andrade, da União Brasileira de Escritores (UBE).
Medalha da Ordem dos Advogados Portugueses, Portugal.
Medalha da Fundação D. Manuel II, Portugal.
Insígnias da Academia de Letras e Artes de Portugal.
Medalha do Colegio Público de Abogados de la Capital Federal, Buenos Aires, Argentina.
Medalha do Rotary Club ( 1º lugar da turma).
Medalha da Fundação D. Manuel II, Portugal.
Prêmios e Distinções
Prêmio “10 anos de Liberdade”, República da África do Sul.
Prêmio “Promoção Comércio Exterior”, República Popular de Bangladesh. 
Prêmio “Trabalho pela União com Paz”, República da Coréia do Sul.
Prêmio de Serviço Público, Estado de Connecticut, EUA.
Grande Selo do Estado da Flórida, EUA.
Proclamação da cidade de Hartford, Connecticut, EUA.
Prêmio 60 anos da Fundação da República Popular da China (1949-2019).
Diploma de Gratidão de São José do Rio Preto.
Felicitações do Centro de Estudos Jurídicos Internacionais, Jawaharlal Nehru University, 
India.
Melhor Livro Jurídico – Inter-American Bar Association – “Gatt, Mercosul e Nafta” – 1998.
Moção de Congratulação da Assembleia legislativa do Mato Grosso do Sul. 
Votos de congratulação da Câmara Municipal de São José do Rio Preto.
Diploma de Agradecimento da Academia de Letras e Artes de Portugal. 
Voto de Congratulações da Assembleia Legislativa do Estado de Pernambuco.
Centenário da Fudam University (1905-2005) – Xangai.
Homenagem Ordem dos Advogados de Xangai.
Homenagem Ordem dos Advogados da República Popular da China.
Votos de congratulação da Câmara Municipal de São José do Rio Preto pelo lançamento da obra “Os Monges Guerreiros de Goyos e a Ordem do Hospital em Portugal - 2018.
Votos de congratulação da Câmara Municipal de São Paulo, SP, Brasil – 2019 (Homens de Destaque).
Advogado mais admirado no Brasil – Direito do Comércio Internacional – Análise 2007.
Diploma de Benemérito – Fundação Fulbeas.